# 국도 제74호선 (미국)

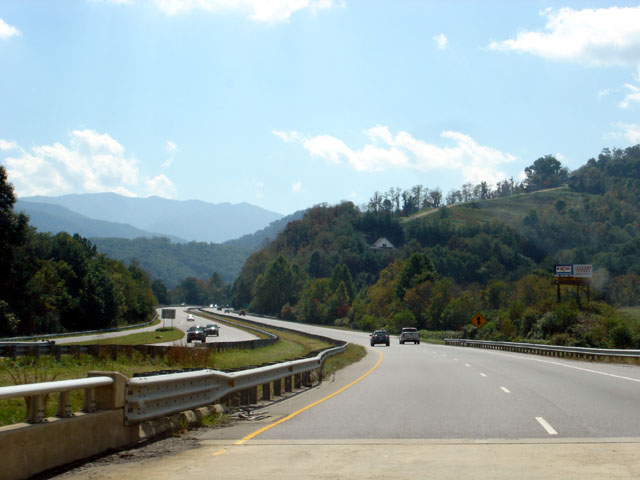
웨인스빌을 통해 올라오고 있는 그레이트 스모키 마운틴 고속도로 일대의 배경.

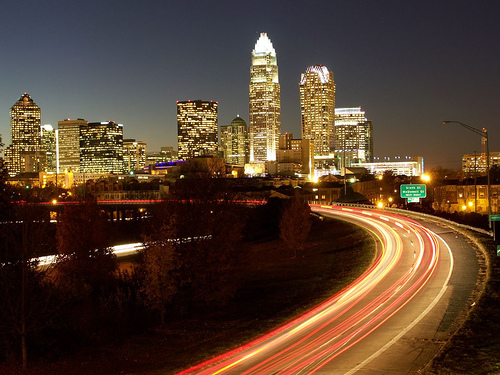
샬럿의 지평선에서 바라본 인디펜던스 자동차도 전경.

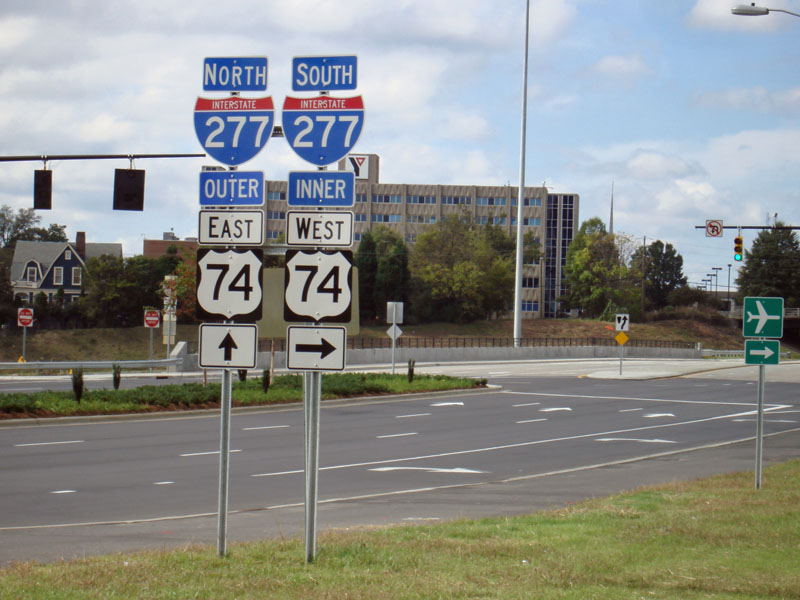
I-277(277번 주간고속도로)과 74번 국도의 표지판이 나란히 병렬되어 있는 모습, 해당 장소는 샬럿으로 되어 있어, 이정표상 스톤 월가의 일대이다.

미국 국도 제74호선(U.S. Route 74)은 미국 테네시주 채터누가에서 노스캐롤라이나주 라이츠빌비치까지 이어주는 국도 노선이다. 그러나 이 국도 노선이 노스캐롤라이나주에서는 산에서 바다(해안가)까지 이어주는 도로망의 역할을 기능하게 되는 특이 사항을 두고 있다. 다만, 애슈빌과 샬럿 그리고 윌밍턴 등의 도시들을 서로 연결시키는 특이한 국도 노선이기도 하다. 총 연장은 515 마일(829 km)이며, 1927년 정식으로 개통된 것으로 나와 있다. 특이하게도 이 국도 노선은 주간고속도로 제74호선과 중첩되기도 하는 구간이 산재해 있는 노스캐롤라이나주 일대에서는 번호가 동일한 미국 내의 유일한 도로이다. 기점인 테네시주 채터누가에서는 주간고속도로 제24호선과 주간고속도로 제75호선이 각각 교차하는 반면, 종점인 라이츠빌비치에서는 국도 제76호선과 접촉하고 있다.

## 주요 경유지
74번 국도가 통과하고 있는 주는 다음과 같다.
| 주요 경로 및 거리 |           |       |
| \| 지역 \| 거리 (mi) \| (km) \| \| ---------------- \| --------- \| ----- \| \| 테네시주 \| 63.0 \| 101.4 \| \| 노스캐롤라이나주 \| 451.8 \| 727.1 \| \| 합계 \| 514.8 \| 828.5 \| |           |       |
| 지역 | 거리 (mi) | (km)  |
| 테네시주 | 63.0      | 101.4 |
| 노스캐롤라이나주 | 451.8     | 727.1 |
| 합계 | 514.8     | 828.5 |

## 접촉하고 있는 도로
※ 접촉하고 있는 도로들 중에서 군도, 주도 등은 기술 대상에서 배제된다.
주간고속도로
- 주간고속도로 제24호선
- 주간고속도로 제75호선
- 주간고속도로 제59호선
- 주간고속도로 제40호선
- 주간고속도로 제26호선
- 주간고속도로 제85호선
- 주간고속도로 제485호선
- 주간고속도로 제77호선
- 주간고속도로 제277호선
- 주간고속도로 제140호선

국도
- 국도 제11호선
- 국도 제64호선
- 국도 제411호선
- 국도 제19호선
- 국도 제129호선
- 국도 제441호선
- 국도 제23호선
- 국도 제271호선
- 국도 제221호선
- 국도 제74A호선
- 국도 제29호선
- 국도 제321호선
- 국도 제21호선
- 국도 제601호선
- 국도 제52호선
- 국도 제1호선
- 국도 제220호선
- 국도 제76호선
- 국도 제17호선
- 국도 제421호선
- 국도 제117호선